# روجر بولی
روجر فولی (فرانسوی: Roger Boli‎؛ زادهٔ ۲۶ سپتامبر ۱۹۶۵) بازیکن فوتبال اهل فرانسه است.

## باشگاهی
از باشگاه‌هایی که در آن بازی کرده‌است می‌توان به باشگاه فوتبال اوسر، باشگاه فوتبال لو آور، باشگاه فوتبال لیل، باشگاه فوتبال والسال، باشگاه فوتبال داندی یونایتد، باشگاه فوتبال لانس، و باشگاه فوتبال ای‌اف‌سی بورنموث اشاره کرد.